# 宮本泰和
宮本 泰和（みやもと やすかず、1956年 - ）は、日本の歯科医師。日本先端歯科医療研究会(JIADS)理事長。日本臨床歯周病学会理事長。

## 経歴
1983年岐阜歯科大学卒業。1986年に開業。2009年よりJIADS理事長、2011年より日本臨床歯周病学会理事長をつとめる。

## 所属
- 日本臨床歯周病学会 理事長[3]
- 日本先端歯科医療研究会 理事長[2]
- Osseointegration Study Club of Japan 元会長、特別顧問[4]

## 著書
- 中村公雄、小野善弘、畠山善行、宮本泰和『予知性の高い補綴治療のための 歯周外科の考え方と実際』クインテッセンス出版、1994年10月10日。ISBN 978-4-87417-461-6。
- 小野善弘、畠山善行、宮本泰和、松井徳雄『コンセプトをもった予知性の高い歯周外科処置』クインテッセンス出版、2001年10月10日。ISBN 978-4-87417-703-7。
- 吉江弘正、宮本泰和 編『再生歯科のテクニックとサイエンス 歯周・審美・インプラント』クインテッセンス出版、2005年11月10日。ISBN 978-4-87417-881-2。
- 宮本泰和 編『別冊 究極のインプラント治療への挑戦 オッセオインテグレイション・スタディクラブ・オブ・ジャパン 4thミーティング抄録集』クインテッセンス出版、2006年4月10日。ISBN 978-4-87417-902-4。
- 小野善弘、中村公雄 著、歯の健康を考える会 編『これで解決!!歯周病・インプラント 信頼できる歯科医院』監修 宮本泰和、幻冬舎、2006年10月。ISBN 978-4344012455。
- 宮本泰和 編『別冊 インプラントのための再生療法 オッセオインテグレイション・スタディクラブ・オブ・ジャパン 5thミーティング抄録集』クインテッセンス出版、2007年5月10日。ISBN 978-4-87417-956-7。
- 伊藤公一、細見洋泰、宮本泰和、桃井保子、安田登 編『別冊 YEAR BOOK 2008 現代の治療指針 歯周治療と全治療分野編』クインテッセンス出版、2008年1月10日。ISBN 978-4-87417-995-6。
- 宮本泰和 他 著、小方, 頼昌、澁川, 義宏、新井, 高 編『歯周病学の視点からみた国民の健康増進 日本歯周病学会50周年』監修 日本歯周病学会、医歯薬出版、2008年6月25日。ISBN 978-4-263-44264-7。
- 伊藤公一、小濱忠一、細見洋泰、宮本泰和、桃井保子、安田登 編『別冊 YEAR BOOK 2009 現代の治療指針 欠損・審美補綴と全治療分野 編』クインテッセンス出版、2009年1月10日。ISBN 978-4-7812-0057-6。